# Coxsackie (New York)
Ne doit pas être confondu avec Coxsackie (village, New York).
Coxsackie est une ville du comté de Greene, situé dans l'État de New York, aux États-Unis.